# Andreaea wilsonii
Andreaea wilsonii är en bladmossart som beskrevs av J. D. Hooker 1844. Andreaea wilsonii ingår i släktet sotmossor, och familjen Andreaeaceae. Inga underarter finns listade i Catalogue of Life.